# Павловський Іван Данилович

Меморіальна дошка на стіні церкви Миколи Притиска у Києві

Митрополит Іван (Павловський), Павловський Іван Данилович (20 травня 1893, Соснівка, Чигиринський повіт, Київська губернія, Російська імперія —серпень 1936, Білгородська область, РРФСР, СРСР) — український церковий діяч, митрополит Української автокефальної православної церкви (1930–1936).
Жертва Сталінського терору.

## Життєпис
Народився й виріс у с. Соснівка, Чигиринський повіт, Київська губернія (нині Олександрівський район, Кіровоградська область), де здавна жила велика родина Павловських.
Початкову освіту здобув у Соснівській церковно-приходській школі. Далі закінчив Уманську духовну бурсу з відзнакою і успішно вступив до Київської духовної семінарії, де, крім основних предметів, спеціалізувався на вивченні іноземних мов.
Сан священика отримав у 1915 році разом із приходом у селі Лебедин Чигиринського повіту. Тут він зблизився зі священиками Микитою Кохном та Іваном Кульчицьким, які допомагали відкривати нові й нові українські парафії в навколишніх селах, а потім і в місті Єлисаветграді (нинішній Кропивницький).
У 1922 році в Софії Київській митрополит Василь Липківський висвятив отця Івана на єпископа Черкасько-Чигиринської округи.
Невдовзі Павловського обрали керуючим єпископом Чернігівщини. А наприкінці 1926 року, коли ДПУ арештувало архіпастиря Харківщини, Харківський окружний собор обрав на його місце Івана Павловського.
Єпископ Іван редагував журнал УАПЦ «Церква й життя», писав праці з історії Української Православної Церкви.
У грудні 1930 року в Харкові відбувся надзвичайний Собор УАПЦ, на той час церква мала 300 парафій та десять єпископів. Саме той Собор і обрав митрополитом Харківським та всієї України Івана Павловського.
В 1934 році після перенесення столиці УРСР з Харкова до Києва переїздить до Успенського собору на Подолі.
Після закриття храму перебирається до храму святого Миколая Притиска на Подолі. Але в червні 1935 влада забрала і цей храм.
Митрополита неодноразово арештовували і відпускали. Йому заборонили проводити богослужіння, під час допитів залякували, вимагали відректися від віри й сану, перейти на службу до більшовиків. Та Іван Данилович відповідав відмовою.
Тоді НКВС наказав йому покинути Україну. Попрощавшись із батьками та рідними у Соснівці, він виїхав невідомо куди.
У травні 1936 було арештовано в Білгородській області, а в серпні трійка НКВД вирішила убити митрополита. Місце знаходження могили митрополита — невідоме.